# Therapy 2093
Mehdi Mechdal, connu sous le nom de Therapy 2093 ou plus simplement de Therapy, est un producteur et beatmaker français. En collaboration avec les autres membres de Therapy, il joue un rôle notable dans l'histoire du rap en France, notamment en s'associant avec ou en lançant un certain nombre de rappeurs importants, comme Sefyu, Booba ou encore Dosseh.  
Sa collaboration la plus célèbre reste cependant celle avec Kaaris pour l'album Or Noir, qui est créditée comme ayant largement démocratisé le genre musical de la trap en France. Il est considéré comme l'un des beatmakers les plus influents du rap français depuis les années 2010. 

## Biographie

### Jeunesse et premières actions
Son père est plombier et Mehdi Mechdal est le neveu de Moho Chemlakh, l'ancien guitariste de Trust. Le futur producteur travaille d'abord comme professeur d'économie-gestion dans un lycée professionnel de Seine Saint Denis, un métier qu'il conserve même pendant sa carrière artistique.

### Carrière
Therapy réalise sa première production en 2005 pour le rappeur Mac Tyer sur le morceau "Tous de passage". En 2006, il participe au projet Qui suis-je ? de Sefyu, qui lance le rappeur, relativement anonyme jusque là, et lui permet d'obtenir le disque d'or,. L'album se démarque déjà par des aspects avant-gardistes tendant vers la drill ou la trap et est considéré comme un classique du rap français. Therapy 2093 poursuit sa carrière en produisant des collaborations avec Booba, à l'instar de Bakel City Gang ou de Caramel, notamment en se tournant progressivement, avec son collaborateur, Therapy 2031, vers la trap. L'évolution de Therapy pendant cette période de contact est décrite de la sorte par Raphaël Da Cruz: 

« Bakel City Gang de Booba mêle les cuivres infernaux de la trap d’Atlanta aux synthés-laser stridents façon musique électronique affectionnés par Araab Muzik ; Caramel, de Booba, encore, combine les mélodies aériennes à la T-Minus aux synthés bouillonnants façon Mike Will. 2031 adopte alors un outil démocratisé dans la production depuis le travail de Lex Luger sur le Flockaveli de Waka Flocka Flame : l’arpégiateur, qui permet de sortir une série de notes répétitives, très courtes, sur la même gamme. Alors qu’avant il étirait les notes de ses compositions, comme des grondements de cloches, le duo Therapy développe là des notes très courtes, comme des piqûres sonores. Celles du morceau Kalash, fameuse rencontre Booba et Kaaris, incarne un summum de cette esthétique. »

Le beatmaker se rapproche de Kaaris à partir du début des années 2010 après l'avoir rencontré grâce à Booba. En 2012, il produit une partie de Z.E.R.O, la première mixtape studio de Kaaris, qui est un album marquant du rap français, bien qu'il passe relativement inapperçu à sa sortie. Cet album est considéré comme étant le premier projet de trap en France. 
L'année suivante, en septembre 2013, le duo publie Or noir. Cet album démocratise le genre en France, et Therapy s'empare pleinement de ces nouvelles sonorités. L'album, très noir et très cru, révolutionne le rap français et l'impacte durablement,,. Il s'agit d'un des albums majeurs de la décennie,. Dès l'année suivante, Therapy est appelé le « beatmaker d'une bonne partie de l'intelligentsia du rap français » par Libération. En 2014, Therapy collabore avec Niro pour Miraculé et avec Ateyaba pour Ateyaba. 
En 2016, Therapy produit le rappeur FK, un artiste normand. Pour ses actions dans la musique, il est rangé à la première place des dix producteurs de rap français les plus importants de la décennie par Mouv'. Le duo artistique qu'il établit avec Kaaris est aussi considéré comme l'un des plus aboutis de la discipline entre un rappeur et son beatmaker.
En 2021, il collabore de nouveau avec Kaaris pour Château noir.

### Vie privée
Therapy 2093 est marié et a cinq enfants.